# 1473
Évszázadok: 14. század – 15. század – 16. század
Évtizedek: 1420-as évek – 1430-as évek – 1440-es évek – 1450-es évek – 1460-as évek – 1470-es évek – 1480-as évek – 1490-es évek – 1500-as évek – 1510-es évek – 1520-as évek
Évek: 1468 – 1469 – 1470 – 1471 –  1472 – 1473 – 1474 – 1475 – 1476 – 1477 – 1478

## Események

### Határozott dátumú események
- június 5. – Hess András kinyomtatja Budán a Karai László budai prépost alkancellárnak ajánlott Budai Krónikát.[1] (Szerzője a magyarok történetét egy 14. századi gesztakéziratnak, valamint Tótsolymosi Apród János küküllei főesperes Nagy Lajos-életrajzának átvételével és folytatásával egészen 1473-ig mutatja be.)
- július 12. – A városi tanács megerősíti a kolozsvári ötvösök céhszabályzatát, amely többek közt megszabja, hogy a mesterek hány legényt foglalkoztathatnak.[2]
- augusztus 11. – II. Mehmed szultán döntő győzelmet arat Ak-Koyunlu türkmén fejedelemség urának, Uzun Hasszán serege felett Otlukbelinél.[3]
- augusztus 13. – Niccolo Marcello velencei dózse megválasztása.[4]
- december 9. – Mátyás magyar király elrendeli a székelyek összeírását, egyszersmind megtiltja a székely előkelőknek, hogy a lófőktől vagy a gyalogosoktól adót követeljenek.[5]

### Határozatlan dátumú események
- Axayacatl azték uralkodó meghódítja a szomszédos Tlatelolco városát, mely elveszíti függetlenségét.
- Felvidéki harcok a huszitákkal.
- Az ismeretlen nevű jánosréti mester Garamszentbenedeken és Jánosréten (Bars vármegye) oltárképeket készít.
- III. Frigyes német-római császár segítséget kér a birodalmi rendektől Mátyás magyar király ellen.[3]

## Születések
- február 19. – Kopernikusz csillagász, matematikus és közgazdász († 1543)
- március 17. – IV. Jakab skót király († 1513)
- április 2. – Corvin János, Hunyadi Mátyás természetes fia († 1504)
- augusztus 17. – Richárd, York hercege († 1483)
- szeptember 24. – Georg von Frundsberg német zsoldoskapitány († 1528)

## Halálozások
- július 10. – II. Jakab ciprusi király (* 1438)

## Európai időjárás
Hó és jég nélküli tél Svájcban, esős idő Franciaországban.
Az évezred legmelegebb éve, esős tél után aszály februártól decemberig Nyugat- és Közép-Európában, Dániában, erdőtüzek Írországtól Lengyelországig.